# كاربونيراس دي غوادازاون
بلدية كاربونيراس دي غوادازاون (بالإسبانية: Carboneras de Guadazaón)‏، هي إحدى بلديات مقاطعة قونكة إحدى مقاطعات إسبانيا، و التي تقع في منطقة قشتالة لا منتشا وسط البلاد, و المائلة لجهة الشرق من إسبانيا.
يبلغ عدد سكانها 899 نسمة وفقاً لإحصائية سنة (2007).